# Енді Делмор
Енді Делмор (англ. Andy Delmore; 26 грудня 1976, м. Лассале, Канада) — канадський хокеїст, тренер.

## Ігрова кар'єра
Вихованець клубу «Норт Бай Сентенніалс», свій перший контракт уклав із клубом ОХЛ «Сарнія Стінг».
У 1997 році уклав контракт з клубом НХЛ «Філадельфія Флаєрс», але два сезони провів у фарм-клубі «Філадельфія Фантомс» (АХЛ). З сезону 1999/2000 років, гравець основного складу «Флаєрс», за два сезони у якому провів понад 100 матчів, набрав 29 очок (13 + 16). Наступні два сезони, виступав у складі «Нашвілл Предаторс», тут він провів 144 гри у регулярному сезоні та набрав 72 очка (34 + 38). Передостанній сезон у НХЛ Енді провів у 2003/04 роках за «Баффало Сейбрс», відіграв 37 матчів, набрав сім очок (2+5). Останні сім матчів провів у складі «Колумбус Блю-Джекетс».
Після етапу НХЛ, Делмор один сезон провів у складі «Адлер Мангейм», а повернувшись до Північної Америки, виступав лише за клуби АХЛ: «Сірак'юс Кранч», «Спрінгфілд Фелконс» та інші. 
Два сезони (2007-2009) провів у клубі «Гамбург Фрізерс», після чого на один рік повернувся до АХЛ, де виступав за «Гранд Репідс Гріффінс» та «Абботсфорд Гіт». 
Завершував свою спортивну кар'єру у Європі в складі італійського клубу «Больцано».

## Кар'єра тренера
В сезоні 2013/14 років працював асистентом головного тренера клубу «Сарнія Стінг».

## Статистика
| Сезон     | Клуб                  | Ліга      | Регулярний сезон | Регулярний сезон | Регулярний сезон | Регулярний сезон | Регулярний сезон | Плей-оф | Плей-оф | Плей-оф | Плей-оф | Плей-оф |
| Сезон     | Клуб                  | Ліга      | І                | Г                | П                | О                | ШХ               | І       | Г       | П       | О       | ШХ      |
| --------- | --------------------- | --------- | ---------------- | ---------------- | ---------------- | ---------------- | ---------------- | ------- | ------- | ------- | ------- | ------- |
| 1992–93   | Чатем МікМак          | ЗОХЛ      | 47               | 4                | 21               | 25               | 38               | —       | —       | —       | —       | —       |
| 1993–94   | Норт Бай Сентенніалс  | ОХЛ       | 45               | 2                | 7                | 9                | 33               | 17      | 0       | 0       | 0       | 2       |
| 1993–94   | Норт Бай Сентенніалс  | МК        | —                | —                | —                | —                | —                | 3       | 0       | 0       | 0       | 0       |
| 1994–95   | Норт Бай Сентенніалс  | ОХЛ       | 40               | 2                | 14               | 16               | 21               | —       | —       | —       | —       | —       |
| 1994–95   | Сарнія Стінг          | ОХЛ       | 27               | 5                | 13               | 18               | 27               | 3       | 0       | 0       | 0       | 2       |
| 1995–96   | Сарнія Стінг          | ОХЛ       | 64               | 21               | 38               | 59               | 45               | 10      | 3       | 7       | 10      | 2       |
| 1996–97   | Сарнія Стінг          | ОХЛ       | 63               | 18               | 60               | 78               | 39               | 12      | 2       | 10      | 12      | 10      |
| 1996–97   | Фредеріктон Експрес   | АХЛ       | 4                | 0                | 1                | 1                | 0                | —       | —       | —       | —       | —       |
| 1997–98   | Філадельфія Фантомс   | АХЛ       | 73               | 9                | 30               | 39               | 46               | 18      | 4       | 4       | 8       | 21      |
| 1998–99   | Філадельфія Флаєрс    | НХЛ       | 2                | 0                | 1                | 1                | 0                | —       | —       | —       | —       | —       |
| 1998–99   | Філадельфія Фантомс   | АХЛ       | 70               | 5                | 18               | 23               | 51               | 15      | 1       | 4       | 5       | 6       |
| 1999–00   | Філадельфія Фантомс   | АХЛ       | 39               | 12               | 14               | 16               | 31               | —       | —       | —       | —       | —       |
| 1999–00   | Філадельфія Флаєрс    | НХЛ       | 27               | 2                | 5                | 7                | 8                | 18      | 5       | 2       | 7       | 14      |
| 2000–01   | Філадельфія Флаєрс    | НХЛ       | 66               | 5                | 9                | 14               | 16               | 2       | 1       | 0       | 1       | 2       |
| 2001–02   | Нашвілл Предаторс     | НХЛ       | 73               | 16               | 22               | 38               | 22               | —       | —       | —       | —       | —       |
| 2002–03   | Нашвілл Предаторс     | НХЛ       | 71               | 18               | 16               | 34               | 28               | —       | —       | —       | —       | —       |
| 2003–04   | Баффало Сейбрс        | НХЛ       | 37               | 2                | 5                | 7                | 29               | —       | —       | —       | —       | —       |
| 2003–04   | Рочестер Американс    | АХЛ       | 8                | 0                | 2                | 2                | 2                | —       | —       | —       | —       | —       |
| 2004–05   | Адлер Мангайм         | DEL       | 50               | 7                | 16               | 23               | 59               | 14      | 1       | 6       | 7       | 12      |
| 2005–06   | Колумбус Блю-Джекетс  | НХЛ       | 7                | 0                | 0                | 0                | 2                | —       | —       | —       | —       | —       |
| 2005–06   | Сірак'юс Кранч        | АХЛ       | 66               | 17               | 55               | 72               | 46               | 6       | 0       | 1       | 1       | 19      |
| 2006–07   | Спрінгфілд Фелконс    | АХЛ       | 47               | 12               | 12               | 24               | 22               | —       | —       | —       | —       | —       |
| 2006–07   | Чикаго Вулвс          | АХЛ       | 28               | 5                | 11               | 16               | 10               | 15      | 0       | 6       | 6       | 2       |
| 2007–08   | Гамбург Фрізерс       | DEL       | 51               | 10               | 25               | 35               | 90               | 8       | 0       | 1       | 1       | 12      |
| 2008–09   | Гамбург Фрізерс       | DEL       | 52               | 9                | 22               | 31               | 70               | 9       | 1       | 3       | 4       | 8       |
| 2009–10   | Гранд Репідс Гріффінс | АХЛ       | 54               | 5                | 15               | 20               | 32               | —       | —       | —       | —       | —       |
| 2009–10   | Абботсфорд Гіт        | АХЛ       | 9                | 1                | 3                | 4                | 4                | 5       | 0       | 3       | 3       | 0       |
| 2010–11   | Леренскуг             | ГЕТ       | 24               | 5                | 6                | 11               | 20               | 11      | 1       | 6       | 7       | 20      |
| 2011–12   | Медвещак              | EBEL      | 12               | 1                | 1                | 2                | 14               | —       | —       | —       | —       | —       |
| 2011–12   | Ріттен Спорт          | Серія A   | 23               | 7                | 16               | 23               | 16               | —       | —       | —       | —       | —       |
| 2012–13   | Грац 99-ерс           | EBEL      | 18               | 2                | 7                | 9                | 42               | —       | —       | —       | —       | —       |
| 2012–13   | Ріттен Спорт          | Серія A   | 16               | 3                | 11               | 14               | 4                | —       | —       | —       | —       | —       |
| 2012–13   | Больцано              | Серія A   | 4                | 1                | 0                | 1                | 2                | 6       | 2       | 4       | 6       | 2       |
| НХЛ разом | НХЛ разом             | НХЛ разом | 283              | 43               | 58               | 101              | 105              | 20      | 6       | 2       | 8       | 16      |